# 寿峰乡
寿峰乡原是中国陕西省延安市宜川县下辖的一个乡。2011年撤销，并入集义镇。

## 行政区划
寿峰乡下辖以下行政区：
寺里村、薛家坪村、薛丁庄村、寨子村、桌里村、涧头村、贺家河村、如意村、史家庄村、跑泉村